# Þykkvabæjarklaustur
Þykkvabæjarklaustur, toponyme islandais signifiant littéralement en français « le monastère de Þykkvabær », est une localité et un ancien monastère augustinien du Sud de l'Islande.

## Histoire
Fondé en 1168, il dépendait de l'évêché de Skálholt. Peu après sa création, le futur évêque de Skálholt et futur saint, Þorlákr Þórhallsson, y fut prieur puis abbé. Le monastère fut fermé au moment de la Réforme et il n'en reste rien aujourd'hui.
Avec celui de Þingeyrar, le monastère de Þykkvabær a « joué un rôle déterminant dans la naissance et l'essor des lettres islandaises ». Des textes de plusieurs abbés ou moines de ce couvent nous sont parvenus. Gamli kanóki, qui composa la Harmsól et une Jóansdrápa, y fut chanoine au XIIe siècle. Brandr Jónsson, l'auteur de l’Alexanders saga, en a été l'abbé de 1247 à 1262. Rúnólfr Sigmundarson, qui rédigea l’Augustinus saga, lui succéda de 1263 à sa mort en 1306. Enfin, Eysteinn Ásgrímsson, l'auteur du poème Lilja, généralement considéré comme le chef-d'œuvre de la poésie religieuse islandaise  du Moyen Âge, y a été moine. Il fut emprisonné en 1343 pour avoir battu son abbé, et l'hypothèse est parfois avancée que c'est en prison qu'il aurait composé son œuvre.